# 耳刈ネルリシリーズ
『耳刈ネルリ』（みみかりネルリ）シリーズは、石川博品による日本のライトノベル。 イラストはうきが担当。ファミ通文庫（エンターブレイン）より2009年1月から同年12月まで刊行された。1作目は第10回エンターブレインえんため大賞小説部門優秀賞受賞作。

## あらすじ
主人公のレイチは、父親のコネで全寮制の“八高”に入学する。連邦各地から様々な国の人たちが集まってくるこの学校で、彼はシャーリック王国の王女、ネルリと出会った。二百年近く昔、共和国時代に反乱を起こし、捕虜の耳を刈り取ったことから、「耳刈ネルリ」と呼ばれ恐れられた逆賊の末裔だ。
レイチは騒がしい学園生活を送るうち、文化的背景の違いに戸惑いながらも、彼女に惹かれていく。

## 世界設定
連邦制国家が舞台。スローガンは「自由・調和・博愛」。登場人物は「本地民」と、共和国時代に分離独立した多数の国出身の「王国民」とに大きく二分される。また本地ではあらゆる事項が「委員会」を中心として決定される。「委員会」は建前上連邦の全ての人民に対して開かれているが、実際は本地民のための組織となってしまっている。

## 主な登場人物
ネルリ・ドゥベツォネガ
シャーリック王国国王四女にして、王位継承権者。感情が昂ぶると「ナラー」と叫ぶ。好きな言葉は『支配』『蹂躙』『陵辱』。嫌いなものは淫らな言動。
レイチ・レイーチイチ
物語の語り手。本地民。中央活動委員である父のコネで入学した。農芸隊所属。重度の妄想癖持ち。
ナナイ・ドゥベツォネガ
シャーリック王国出身。ネルリの護衛。
ワジ・ワジーチ
シャーリック王国出身。ネルリの御供。蹴球隊所属。
カミレ・カミーチダ
本地民だが両親は信託統治領アリパ島からの移民。夢は中央活動委員会に入ること。優等生。自治委員。
ヘイジン・シセー
本地民。優等生。
サンガ・サンガニチ
マルマイチ王国旧王。妻と妹を伴って入学した勝ち組。
ショナ・ショナヌカ
サンガの妻。
ミッカ・ミッカイチ
サンガの異母妹。
イ=ウ
ベイン教国連合出身。◇頭巾。レイチに個人的な感情を抱いている。
ソック
ベイン教国連合出身。▽頭巾。レイチに劣らない妄想癖持ち。
ハツー
ベイン教国連合出身。○頭巾。

## 既刊一覧
- 石川博品（著）・うき（イラスト）、エンターブレイン〈ファミ通文庫〉、全3巻
  - 『耳刈ネルリ御入学万歳万歳万々歳』、2009年1月30日発売[3]、ISBN 978-4-7577-4647-3
  - 『耳刈ネルリと奪われた七人の花婿』、2009年6月29日発売[4]、ISBN 978-4-7577-4932-0
  - 『耳刈ネルリと十一人の一年十一組』、2009年12月26日発売[5]、ISBN 978-4-04-726196-9